# Linfociti infiltranti il tumore

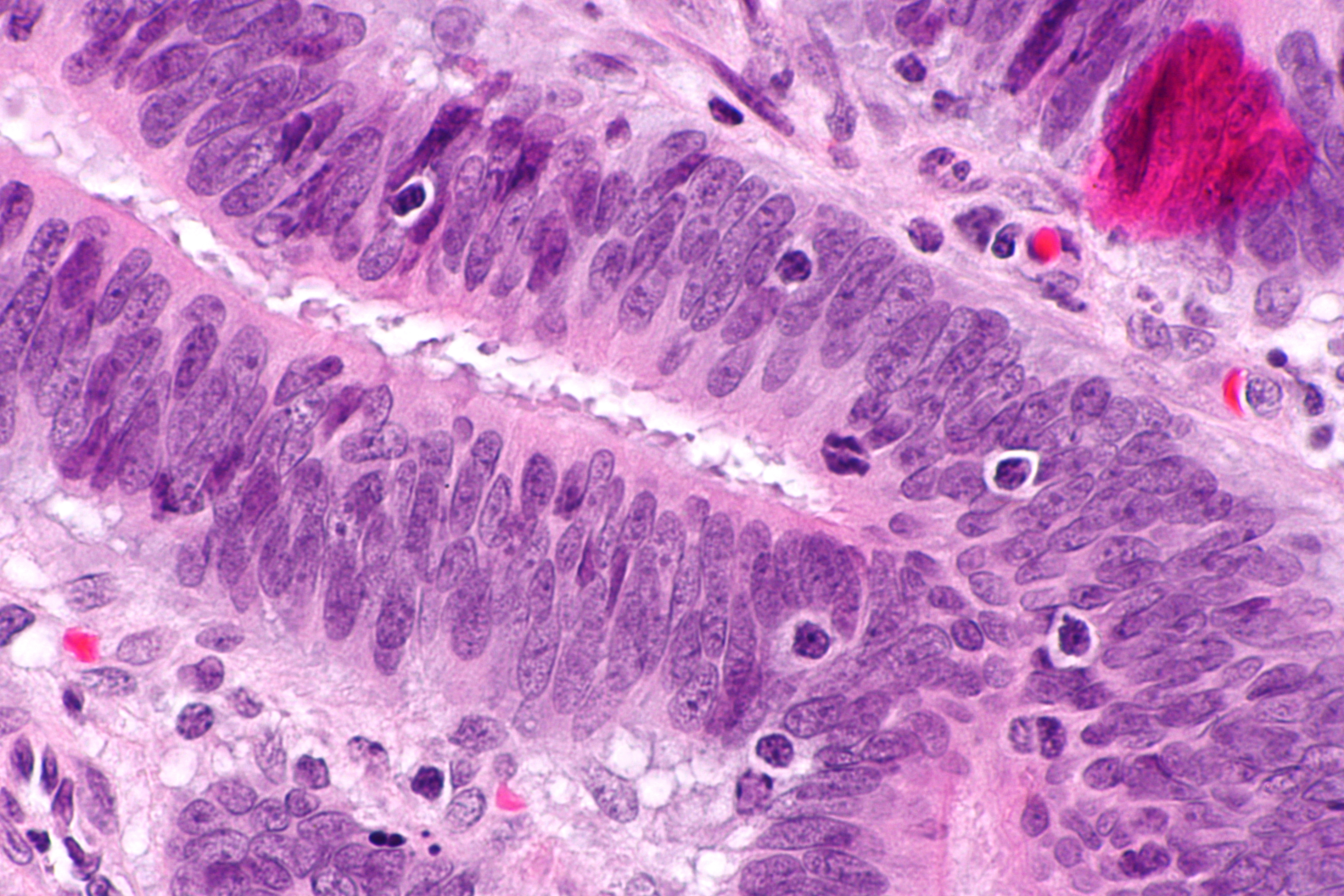
Micrografia che mostra i linfociti infiltrante il tumore in un carcinoma del colon-retto. H&E.

I linfociti infiltranti il tumore (termine internazionale TIL o Tumor-infiltrating lymphocytes o tumour infiltrating lymphocytes) sono leucociti che hanno lasciato il circolo sanguigno per migrare in un tumore.
Sono cellule immunitarie mononucleate presenti in proporzioni variabili (es. linfociti T, B, NK, macrofagi), sebbene il citotipo più abbondante sia rappresentato dalle cellule T.
Possono essere trovati nello stroma e nel tumore.
I TILs sono coinvolti nell'uccisione delle cellule tumorali. La presenza di linfociti nel tumore è un fattore prognostico positivo (associato a migliori risultati clinici).

## Definizione e caratteristiche
La presenza di TILs sta ad indicare la presenza di linfociti tra le cellule tumorali; le cellule nello stroma che circondano le cellule tumorali non contano. Bisogna evidenziare che la definizione istologica dei TILs varia a seconda del caso e del tessuto.
CD3 è stato a lungo utilizzato per scoprire linfociti in prelievi di cellule tumorali. L'infiltrazione di cellule immunitarie nel tumore può essere anche determinata utilizzando metodi di espressione genica come la tecnica dei "Microarray" o del sequenziamento dell'RNA (RNA sequencing).
L'espressione differenziale di geni nelle cellule immunitarie può essere usata come indizio per determinare il grado di infiltrazione del linfocita come è stato mostrato nel carcinoma della mammella. Un ambiente immunitario attivo nel tumore di solito indica una prognosi migliore, da come può essere determinato dalla ICR (Immunological constant of rejection).

## Associazione con la prognosi di cancri

### Carcinoma del colon-retto
Nel carcinoma del colon-retto, i linfociti infiltranti il tumore sono associati a tumori con instabilità microsatellite, come può essere riscontrato nella Sindrome di Lynch.
I TILs sono necessari per il funzionamento della terapia degli "inibitori del checkpoint" nei tumori del GI (tratto gastrointestinale).

### Melanoma
I TILs costituiscono un fattore prognostico importante nel melanoma e livelli alti di TILs sono correlati ad un migliore esito clinico.

## Uso nella terapia a cellule autologhe
Sono fondamentali nella terapia sperimentale Contego (una terapia a cellule autologhe) per il melanoma metastatico.

## Uso nella terapia ACT (adoptive cell transfer)

### Storia
L'utilizzo delle TILs come terapia ACT(adoptive cell transfer therapy) venne portata avanti per la prima volta dal Dr. Steven Rosenberg al National Cancer Institute.
Dei linfociti autologhi si coltivano dai tumori del paziente e sono deposti in coltura (in vitro) per ottenere una grande popolazione cellulare. 
Prima di questo trattamento basato sui TILS, ai pazienti è somministrato un trattamento chemioterapico nonmieloablativo per eliminare i linfociti nativi che possono inibire la risposta. Una volta completata la linfodeplezione, ai pazienti sono infusi i TILs in combinazione con interleuchina 2 (IL-2). Lion Biotechnologies sta sviluppando come terapia oncologica la terapia ACT utilizzando le TILs.

#### Per il melanoma
Al momento un protocollo per la cura basata sui TIL del melanoma è in via di elaborazione in diversi centri internazionali, inclusi l'Ella Institute Israele, nell'ospedale di Sheba, Copenhagen University Hospital Danimarca, in Herlev.
Ci sono stati dei trials clinici che hanno utilizzato i TILs per curare pazienti con melanoma metastatico. In circa la metà dei pazienti è stata osservata una regressione del tumore del 50% o più. Alcuni pazienti hanno beneficiato di una risposta completa senza alcun tumore diagnosticabile per diversi anni dopo la cura.

#### Per altri cancri
Ci sono stati dei trials clinici che hanno utilizzato i TILs per curare pazienti con cancri del tratto digestivo, come ad esempio il carcinoma del colon-retto,.
Altri trials per cancri associati al virus del papilloma umano (HPV) (come la neoplasia della cervice uterina), sono sulla via di sviluppo, così come per cancri del polmone, vescica, ovaio, mammella.